# Ozarba tricornis
Ozarba tricornis är en fjärilsart som beskrevs av Emilio Berio 1976/77. Ozarba tricornis ingår i släktet Ozarba och familjen nattflyn. Inga underarter finns listade i Catalogue of Life.